# 亞描仙杜斯站
亞描仙杜斯站位在馬尼拉湯都區，屬於馬尼拉輕軌1號線的車站，於1985年5月12日正式啟用。該車站處於湯都區和聖克魯斯區交界的黎剎大道上，地點接近與亞描·仙杜斯大道的路口因而得名，用以紀念第二次世界大戰菲律賓戰役期間遭到日軍處決的菲律賓最高法院首席大法官荷西·亞描·仙杜斯。

## 周邊設施
車站東邊緊鄰華僑義山南門和馬尼拉北部公墓，西邊則可通往聖荷西工人教堂。

## 車站結構
| 3樓  | 側式月台，車門由右側開啟 | 側式月台，車門由右側開啟         |
| 3樓  | A月台                    | ← 1號線 小費爾南多·波因方向      |
| 3樓  | B月台                    | → 1號線 桑托斯博士方向 →         |
| 3樓  | 側式月台，車門由右側開啟 |                                  |
| 2樓  | 車站大廳                 | 驗票閘門、售票亭、車站控制、商店 |
| 地面 | 街區                     |                                  |